# Rodšer
Rodšer (in russo Родшер; in finlandese Ruuskeri; in svedese Rödskär) è una piccola isola rocciosa russa situata nel golfo di Finlandia, nelle acque del mar Baltico. Amministrativamente fa parte del Kingiseppskij rajon dell'oblast' di Leningrado, nel Circondario federale nordoccidentale.

## Geografia
L'isola si trova 18 km a ovest di Gogland, al confine russo-estone. È il punto più occidentale della Russia, ad eccezione dell'exclave dell'Oblast' di Kaliningrad. A sud-est di Rodšer, a 12 km, si trovano le isole Virginy.
Sull'isola c'è un faro: una torre in pietra alta 19 metri. Non ci sono abitanti sull'isola e il faro funziona in modalità automatica.

## Storia
L'isola passò sotto la giurisdizione della Russia nel 1743 con la pace di Åbo dopo la guerra con la Svezia. Il faro fu costruito nel 1806 e ricostruito nel 1886. Fu poi ceduta alla Finlandia nel 1920 ai sensi del Trattato di pace di Tartu. Dopo la guerra sovietico-finlandese fece parte dell'Unione Sovietica, appartenenza ratificata dal Trattato di Parigi del 1947.